# Тетрагидрокортизол
Тетрагидрокортизол (3α,5α-тетрагидрокортизол, урокортизол, 3α,5α-ТГК) — эндогенный глюкокортикоидный стероидный гормон и нейростероид. Синтезируется из 5α-дигидрокортизола при участии фермента 3-альфа-гидроксистероид дегидрогеназы. Играет многогранную роль при развитии центральной нервной системы. Модулирует активность ГАМК-А рецептора, связываясь с особым структурным сайтом на его поверхности.